# Unsung Prophets & Dead Messiahs
Unsung Prophets & Dead Messiahs är Orphaned Lands sjätte studioalbum. Det gavs ut av Century Media 26 januari 2018. Gästartister på skivan är Steve Hackett på gitarr  samt Shlomit Levi, Hansi Kürsch och Tomas Lindberg på sång.

## Medverkande musiker

### Bandmedlemmar
- Uri Zelcha – bas
- Kobi Farhi – sång, growl
- Matan Shmuely	– trummor, slagverk
- Chen Balbus	– sologitarr, rytmgitarr, bouzouki, piano, saz, oud, xylofon, bakgrundssång
- Idan Amsalem – gitarr, bouzouki

### Gästmusiker
- Steve Hackett - gitarr på Chains Fall to Gravity
- Hansi Kürsch - sång på Like Orpeus
- Tomas Lindberg - sång på Only the Dead Have Seen the End of the War

## Låtlista
1. The Cave - 08:10
2. We Do Not Resist - 03:24
3. In Propaganda - 03:33
4. All Knowing Eye - 04:28
5. Yedidi - 02:33
6. Chains Fall to Gravity - 09:29
7. Like Orpheus - 04:34
8. Poets of Prophetic Messianism - 02:56
9. Left Behind - 03:11
10. My Brother's Keeper - 04:42
11. Take My Hand - 06:03
12. Only the Dead Have Seen the End of the War - 05:43
13. The Manifest - Epilogue - 04:45